# SONORITE
『SONORITE』（ソノリテ）は、2005年9月14日に発売された山下達郎通算12作目のスタジオ・アルバム。

## 解説
オリジナル・アルバムとしては、前作『COZY』からまたも7年のブランクを経てのリリースとなった。この間は竹内まりやの作品を主に手がけていたために、自身のアルバム・リリースは1999年のアカペラ・アルバム『ON THE STREET CORNER 3』と2002年のベスト・アルバム『RARITIES』の2枚にとどまった。この間にも『COZY』の時と同じく多くのCMタイアップ曲が作られたが、本人曰くフルサイズで完成している「夏コイの味」をはじめとして大半が未収録となった。純粋な書き下ろしの新曲は3曲のみで、残りはCMタイアップソングやセルフカバー、シングルAB面曲となっている。このため評価については賛否あり、『RARITIES Vol.2』という揶揄も聞かれた。山下によれば、アルバムの制作方針を従来とは変えて、今後は間隔をなるべく開けずにリリースするために、アルバム未収録曲を整理するという意味合いもあったという。
これまでレコーディングに使用していたソニーのデジタルマルチトラックレコーダー、PCM-3348の生産終了などの理由からPro Toolsを導入せざるを得なくなったため、前作と音の作り方がまったく変わってしまい、サウンドを作り上げるのに苦心したと本人は語っている。
当初は9月21日発売とアナウンスされたが、作業が順調に進んだため1週間前倒しされた。山下にとって、発売が早まったのは前例がなかったようで、『サンデー・ソングブック』（2005年7月24日放送）では「発売が遅れたというのは日常茶飯事ですが、早まったというのはこれが初めてではないでしょうか」と述べていた。
全日空の航空便では本作の発売に合わせて、山下と中村貴子の対談形式でムーン・レーベル時代の楽曲を流す「空のソノリテ」が放送され、本作収録曲のほか「悲しみのJODY」や「ヘロン」などが流された。

## パッケージ、アートワーク
アルバムのタイトルは、フランス語で「音の響き具合」を意味する“sonorité”から付けられた。初回限定紙ジャケット仕様。アルバムの帯には以下のキャッチコピーが記載されている。

## 収録曲
1. MIDAS TOUCH  –  (5:09)[2][3]
  - Words & Music by 山下達郎, Arranged by 山下達郎
  - フジテレビ系「金曜エンタテイメント」オープニングテーマ。この曲を一曲目にした理由を山下は「<KISSからはじまるミステリー>で始めようかとも思ったんだけど、人のラップで始まるのもなんだし、<忘れないで>で始めるわけにもいかないし。レコーディング・システムが以前と大幅に変わったのが原因で、今回は音像がかなり変化したんです。その意味では内省的というより繊細なアルバムです。あとは曲調がバラバラなので、ある意味コンピレーション的なニュアンスも強いし、一人の人間がやっているとは思えない幅の広さでしょう。一曲目に<LOVE GOES ON>でも<君の声に恋してる>でもあれば良かったんだけど、『レアリティーズ』[注釈 3]で使い切ってしまったんでね。でもそのおかげで逆にこういうR&Bっぽい曲も何曲か書けたし、この曲も間奏にラップを入れようかなと思っていたんだけど、締切がタイトだったのでサックス・ソロになりました」[4]と答えている。本作に先立って、「FOREVER MINE」との両A面シングルでリリースされた。"MIDAS"はギリシャ神話に出てくる、触ったもの全てを黄金に変える能力を得た王ミダスのこと。
2. KISSからはじまるミステリー <feat.RYO（from ケツメイシ）>  –  (5:58)[2][3]
  - Words by 松本隆, Music by 山下達郎, Rhymes by RYO（from ケツメイシ）, Arranged by 山下達郎
  - 1997年にKinKi Kidsに提供した曲のセルフカバー。発表された1996年当時、まだ10代だったKinKiの二人に合わせ学園ソングだったこの曲を本作に収録する際、大人のラブソングにするため松本の了解を得て歌詞が一部変更されている。元々KinKiのヴァージョンは自分で歌うために作ったが、アルバム『A album』[注釈 4]にそのまま収録されてしまったという。この曲でのコラボレーションは音楽プロデューサー松尾潔からの推薦で実現した。山下によれば「この曲の作業を始めたばっかりのときにたまたま松尾くんと会ったんですよ。で“今、こういうのをやってるんだけど、誰かいい人いるかなぁ“って言ったら即答で“だったらRYOくんがいい”って。彼いわく、ラップっていうのはストリートワイズな音楽だと。で、そのストリートっぽさとワイズさのバランスがいちばん僕に合っているのがRYOくんだって。で、彼に口を利いてもらって、やることになったんです」[5]という。一方、オファーを受けたRYOは「ちょっと待ってくれよと。どういうことかと。で、慌ててスタッフから一連の流れを細かく聞いて。じゃあ、恐れ多いけど、思い出作りにやらせて頂こうと。で、頂いたデモ段階の音源にとりあえず自分なりにラップを入れてお渡しして。それから、面識がないのもアレだということで、会員制のバーのようなところでお会いすることになったんですけど。そしたら結構飲まれる方で。よかったなぁと思いました」[5]という。RYOのラップに山下は「何にも言うことはありません。変な言い方だけど予想以上。しかも、彼のファースト・テイクをはめたデモを作って僕の友達に聞かせたら、“おまえがやってるんだろ、自分で?”って、“声、似てる”って。それで僕、実はRYOくんのラップを自分で真似してやってみたの。でも、全然出来ない。あのスピード感が出ない。やっぱり、餅は餅屋だと思いましたね」[5]という。対するRYOも「僕も言われました、それ。滅相もございませんけど」[5]と答えていた。
3. FOREVER MINE  –  (4:51)[2][3]
  - Words & Music by 山下達郎, Arranged by 山下達郎, Strings Arranged & Conducted by 服部克久
  - 映画「Tokyo Tower 〜東京タワー〜」主題歌。山下曰く、映画の結末の後を自分なりに解釈して書いた作品。ストリングスは服部克久のアレンジだが、日本人では出せないくぐもった感じが欲しくて、服部自身のロンドン・レコーディングに便乗して付いていって録音させてもらったという。久々のオリコンシングルトップ10入り作品となった。
4. 忘れないで  –  (4:18)[2][3]
  - Words by 竹内まりや, Music by 山下達郎, Arranged by 山下達郎, Horn & Strings Arranged by 服部克久
  - 竹内まりや作詞のカンツォーネ。NHKアニメ「アガサ・クリスティーの名探偵ポワロとマープルエンディングテーマ。スタッフやファンから異論もあったというが「50代入ったら絶対にカンツォーネをやると決めていた」ことからシングルでリリースされた。アルバム収録に際し、カラオケは同じだが、歌のバランスを直しているという。
5. 風がくれたプロペラ  –  (4:45)[2][3]
  - Words & Music by 山下達郎, Arranged by 山下達郎
  - パナソニックカーナビ・stradaCMソング。本人曰く「CMのオンエア当初からフルコーラス出来ていた」曲。『COZY』からの7年間に制作されていた未発表CMタイアップで唯一の収録曲となった。この曲はレゲエのビートが採り入れられているが、山下は「レゲエって僕の世代には情念の音楽だから、あまり深く踏み込めないって思っているんだけど。これはレゲエといってもビートだけで、そういう情念はないので。午後の一人の寂しさっていうのがこういうビートに合うような気がして」[4]と答えている。
6. ラッキー・ガールに花束を  –  (4:19)[2][3]
  - Words & Music by 山下達郎, Arranged by 山下達郎
  - 「アガサ・クリスティーの名探偵ポワロとマープル」オープニングテーマ曲。「忘れないで」のとカップリングで一度シングル化されたが、のちにホンダ・ライフDIVAのCMソングに使われ再度シングル・カットされた。当初、この曲は収録予定になかったらしいが、スタッフから「なぜこれを入れないのか」と言われ、収録されたという。
7. SECRET LOVER  –  (5:06)[2][3]
  - Words & Music by 山下達郎, Arranged by 山下達郎
  - 山下曰く、自分の好きな70年代のスウィート・ソウルのイディオムで「Endless Game」[注釈 5]以来の不倫がテーマの作品。詞のモチーフは映画『インタビュー・ウィズ・ヴァンパイア』を観た頃に考えたという。山下は「不倫の歌は、あまり若い頃にやるとわざとらしいけど、まあ50を過ぎたし、そろそろいいかなって思って。あとはそれをいかに綺麗にやるかと。こういうスタイルのワン・コード・ミュージックってもう流行らないんだけど、とにかくこういうのが好きなんですよ」[4]と答えている。
8. フェニックス (2005 REMIX)  –  (4:58)[2][3]
  - Words & Music by 山下達郎, Arranged by 山下達郎
  - NHK「地球だい好き 環境新時代」テーマソング。この曲には手塚治虫の「火の鳥」のイメージがあるという。山下は「オマージュとかではないけれど、僕らの世代でフェニックスというと“火の鳥”のあのマンガです。あの世界を踏襲するのがごく自然な世代なんです」[4]と答えている。本作収録に際し、楽器をカットしていく方向で、音数を薄くするようにリミックスされた。
9. LIGHTNING BOY  –  (5:58)[2][3]
  - Words & Music by 山下達郎, Arranged by 山下達郎
  - 5拍子の書き下ろし曲。山下によれば歌詞はイリュージョンで、アメリカのトラックでライトニング・ボーイという名前の車があり、そこからタイトルがつけられた雷小僧の歌だという[4]。
10. 白いアンブレラ  –  (3:12)[2][3]
  - Words & Music by 山下達郎, Arranged by 山下達郎, Horn Arranged by 服部克久
  - 仮タイトルは「なんちゃってバカラック」。この曲の舞台は「夏の終わりの銀座」だという。書き下ろし曲だったがのちにホンダ・ライフのCMソングに使われ、「ラッキー・ガールに花束を」とのカップリングでシングル・カットされた。
11. 太陽のえくぼ (ALBUM REMIX)  –  (5:56)[2][3]
  - Words & Music by 山下達郎, Arranged by 山下達郎
  - フジテレビ系「めざましテレビ」テーマソング。本作収録に際し、アルバム用にリミックスされた。
12. 2000トンの雨 (2000t of Rain) (2003 NEW VOCAL REMIX)  –  (3:04)[2][3]
  - Words & Music by 山下達郎, Arranged by 山下達郎
  - 山下曰く、この曲からはボーナス・トラックのような感じだという。映画「恋愛寫眞」主題歌。元々はアルバム『GO AHEAD!』[注釈 6]収録曲だったが山下によれば監督の堤幸彦から映画で使いたい、いつかこれ使ってみたかったと言われ、「なんで?」との感じだったという。
13. WHEN YOU WISH UPON A STAR 〜星に願いを〜  –  (3:55)[2][3]
  - Words by NED WASHINGTON, Music by LEIGH HARLINE, Arranged & Conducted by 服部克久
  - 限定盤シングル「LOVE CAN GO THE DISTANCE」[注釈 7]収録曲。当初はローラ・ニーロ「And When I Die」のカバーを収録する予定だったが、この曲を大変気に入っていたと言う日音の元社長・村上司がアルバム制作中に亡くなったため、その追悼の意を込めての収録となった。

## クレジット

### MIDAS TOUCH
| ©2003 by SMILE PUBLISHERS INC. & FUJIPACIFIC MUSIC INC. |
|                                                         |

| 山下達郎 | - Lead Vocal, Computer Programming, Electric Guitar, - Keyboards, Percussion & Background Vocals |
| 山本拓夫 | Tenor Sax                                                                                        |
| 橋本茂昭 | Computer Programming & Synthesizer Operation                                                     |

|                                        |
| Recording & Mixing Engineer : 中村辰也 |

### KISSからはじまるミステリー<feat.RYO（from ケツメイシ）>
| - ©1996 by NIPPON TELEVISION MUSIC CORPORATION & - JOHNNY COMPANY, INC. |
|                                                                         |

| 山下達郎 | - Lead Vocal, Computer Programming, Electric Guitar, - Keyboards, Percussion & Background Vocals |
| RYO      | Rap                                                                                              |
| 橋本茂昭 | Computer Programming & Synthesizer Operation                                                     |

|                                        |
| Recording & Mixing Engineer : 中村辰也 |

### FOREVER MINE
| - ©2005 by NIPPON TELEVISION MUSIC CORPORATION & - SMILE PUBLISHERS INC. |
|                                                                          |

| 山下達郎 | - Lead Vocal, Computer Programming, - Acoustic Piano & Keyboards |
| 橋本茂昭 | Computer Programming & Synthesizer Operation                     |

| - GAVYN WRIGHT & - His London Session Orchestra Strings |
|                                                         |
| Recording Engineers : 吉田保 & SIMON RHODES             |
| Mixing Engineer : 吉田保                                |

### 忘れないで
| - ©2004 by SMILE PUBLISHERS INC. & - JAPAN BROADCAST PUBLISHING CO., LTD. |
|                                                                           |

| 山下達郎 | - Lead Vocal, Drums, Computer Programming, - Electric Guitar, Acoustic Guitar, Keyboards, - Vibraphone & Percussion |
| 伊藤広規 | Electric Bass |
| 難波弘之 | Acoustic Piano |
| 数原晋   | Trumpet |
| 横山均   | Trumpet |
| 奥村晶   | Trumpet |
| 向井滋春 | Trombone |
| 佐藤春樹 | Trombone |
| 中路英明 | Trombone |
| 堂本雅樹 | Trombone |

| RUSH 加藤高志 Strings Concertmaster                   |
| 橋本茂昭 Computer Programming & Synthesizer Operation |
|                                                       |
| Recording Engineers : 吉田保 & 中村辰也               |
| Mixing Engineer : 吉田保                              |

### 風がくれたプロペラ
| ©2005 by SMILE PUBLISHERS INC. |
|                                |

| 山下達郎   | - Lead Vocal, Computer Programming, Electric Guitar, - Keyboards, Percussion & Background Vocals |
| 向井滋春   | Trombone Solo                                                                                    |
| 数原晋     | Trumpet                                                                                          |
| 横山均     | Trumpet                                                                                          |
| 佐藤洋樹   | Trombone                                                                                         |
| 平原まこと | Tenor Sax                                                                                        |
| 近藤和彦   | Baritone Sax                                                                                     |
| 橋本茂昭   | Computer Programming & Synthesizer Operation                                                     |

|                                           |
| Recording Engineers : 中村辰也 & 田中信一 |
| Mixing Engineer : 中村辰也                |

### ラッキー・ガールに花束を
| - ©2004 by JAPAN BROADCAST PUBLISHING CO., LTD. & - SMILE PUBLISHERS INC. |
|                                                                           |

| 山下達郎 | - Lead Vocal, Computer Programming, - Acoustic Guitar, Keyboards, - Percussion & Background Vocals |
| 難波弘之 | Acoustic Piano                                                                                     |
| 佐橋佳幸 | Electric Guitar                                                                                    |
| 橋本茂昭 | - Computer Programming & - Synthesizer Operation                                                   |

|                                       |
| Recording & Mixing Engineer: 中村辰也 |

### SECRET LOVER
| ©2005 by TENDERBERRY MUSIC, INC. |
|                                  |

| 山下達郎 | - Lead Vocal, Computer Programming, Acoustic Guitar, - Keyboards, Percussion & Background Vocals |
| 土岐英史 | Soprano Sax Solo                                                                                 |
| 橋本茂昭 | Computer Programming & Synthesizer Operation                                                     |

|                                        |
| Recording & Mixing Engineer : 中村辰也 |

### フェニックス (2005 REMIX)
| ©2003 by SMILE PUBLISHERS INC. |
|                                |

| 山下達郎 | - Lead Vocal, Computer Programming, - Electric Guitar, Acoustic Guitar, Keyboards, - Percussion & Background Vocals |
| 青山純   | Drums |
| 伊藤広規 | Electric Bass |
| 難波弘之 | Acoustic Piano |
| 橋本茂昭 | - Computer Programming & - Synthesizer Operation                                                                    |

|                                         |
| Recording Engineers : 吉田保 & 中村辰也 |
| Mixing Engineer : 中村辰也              |

### LIGHTNING BOY
| ©2005 by SMILE PUBLISHERS INC. |
|                                |

| 山下達郎 | - Lead Vocal, Computer Programming, - Acoustic Guitar, Keyboards & Percussion |
| 青山純   | Drums                                                                         |
| 伊藤広規 | Electric Bass                                                                 |
| 難波弘之 | Acoustic Piano                                                                |
| 土岐英史 | Soprano Sax Solo                                                              |
| 橋本茂昭 | - Computer Programming & - Synthesizer Operation                              |

|                                         |
| Recording Engineers : 吉田保 & 中村辰也 |
| Mixing Engineer : 中村辰也              |

### 白いアンブレラ
| ©2005 by SMILE PUBLISHERS INC. |
|                                |

| 山下達郎   | - Lead Vocal, Computer Programming, - Drums, Electric Guitar, - Acoustic Guitar, Keyboards, - Percussion & Background Vocals |
| 難波弘之   | Synth-Vibe |
| 数原晋     | Trumpet & Flugelhorn |
| 横山均     | Trumpet |
| 佐藤洋樹   | Trombone |
| 堂本雅樹   | Bass Trombone |
| 平原まこと | - Soprano Sax, Alto Sax, - Tenor Sax, Clarinet & Flute                                                                       |
| 近藤淳     | Baritone Sax & Flute |
| 藤田乙比古 | French Horn |
| 今井仁志   | French Horn |
| 髙橋英世   | Flute & Piccolo |
| 岩佐和弘   | Flute & Piccolo |
| 橋本茂昭   | - Computer Programming & - Synthesizer Operation                                                                             |

|                                         |
| Recording Engineers : 中村辰也 & 吉田保 |
| Mixing Engineer : 田中信一              |

### 太陽のえくぼ (ALBUM MIX)
| ©2005 by SMILE PUBLISHERS INC. & FUJIPACIFIC MUSIC INC. |
|                                                         |

| 山下達郎 | - Lead Vocal, Computer Programming, - Electric Guitar(Right), Keyboards, - Percussion & Background Vocals |
| 青山純   | Drums |
| 伊藤広規 | Electric Bass                                                                                             |
| 佐橋佳幸 | Electric Guitar(Left)                                                                                     |
| 難波弘之 | Acoustic Piano                                                                                            |
| 山本拓夫 | Tenor Sax Solo                                                                                            |
| 橋本茂昭 | Computer Programming & Synthesizer Operation                                                              |

|                                         |
| Recording Engineers : 吉田保 & 中村辰也 |
| Mixing Engineer : 中村辰也              |

### 2000トンの雨 (2000t of Rain) (2003 NEW VOCAL REMIX)
| ©1978 by FUJIPACIFIC MUSIC INC. |
| ℗BMG FUNHOUSE, INC.             |
|                                 |

| 山下達郎 | - Lead Vocal, Electric Guitar, Keyboards, - Percussion, Background Vocals |

| 上原“YUKARI”裕 Drums |

| 田中章弘   | Bass                      |
| 坂本龍一   | Acoustic Piano            |
| 難波弘之   | Additional Acoustic Piano |
| 岡崎資夫   | Alto Sax Solo             |
| 小杉理宇造 | Percussion                |
| 吉田美奈子 | Background Vocals         |
| 多忠明     | Strings Concert Master    |

|                                      |
| Recording & Mixing Engineer : 吉田保 |

### WHEN YOU WISH UPON A STAR 〜星に願いを〜
| - ©1940 by BOURNE CO.(copyright renewed 1961) All rights reserved. - Used by permission Authorized by NICHION INC. for sale only in japan. |
| |

| 山下達郎 | Lead Vocal         |
| 松木恒秀 | Electric Guitar    |
| 難波弘之 | Acoustic Piano     |
| 斉藤誠   | Acoustic Bass      |
| 山川恵子 | Harp               |
| 山田栄重 | Horn               |
| 沖田安宏 | Horn               |
| 旭孝     | Flute & Alto Flute |
| 相馬充   | Flute & Alto Flute |
| 石橋雅一 | Oboe               |
| 脇岡総一 | Oboe               |
| 畑中暢行 | Timpani & Glocken  |

| 加藤高志ストリングス Strings                                  |
|                                                               |
| Recording & Mixing Engineer : 吉田保                          |
|                                                               |
| <This track is dedicated to the memory of 村上司 (1936-2005)> |

### スタッフ
| PRODUCED by 山下達郎 (Tatsuro Yamashita) for TENDERBERRY MUSIC INC.                                                                        |
| EXECUTIVE PRODUCER : 小杉理宇造 (Ryuzo Kosugi) for SMILE COMPANY                                                                           |
| All Tracks Arranged by except indicated |
| |
| Recording Engineers : 中村辰也，吉田保，田中信一 & Simon Rhodes                                                                            |
| Recording Studios : Planet Kingdom, Onkio Haus, Sound Inn & Abbey Road (London)                                                            |
| Mixed at Planet Kingdom, Roppongi, Tokyo                                                                                                   |
| Assistant Engineers : 山宮好則 (Planet Kingdom), 高村政貴 (Onkio Haus), 伊藤貴文 (Onkio Haus), 長谷川巧 (Sound Inn) & 村上宣之 (Sound Inn) |
| Mastering Engineer : 原田光晴 (Victor JVC)                                                                                                 |
| Mastering Studio : JVC Mastering Center |
| |
| A&R Coordination : 水島秀昭 (WMJ), 井上精一 (WMJ) & 松川泰也 (Smile Co.)                                                                   |
| A&R in Chief : 石原孝 (WMJ) |
| Sales Promotion : 梶野勇人 (WMJ) & 奥村武史 (WMJ)                                                                                          |
| |
| Artist Management : 佐藤克典 (Smile Co.)                                                                                                   |
| Session Coodinator : 大平晃子 (CMC), 日置裕文 (TMC), 加藤宏史 (LOE) & 渡辺英人 (LOE)                                                       |
| |
| Art Direction & Design : 梁間修作 (TFC), 荻野邦子 (TFC) & 飛鳥武士 (TFC)                                                                   |
| Styling : 斉藤伸子 |
| Photograph : イジマカオル |
| |
| RYO（from ケツメイシ） by the courtesy of TOY'S FACTORY INC.                                                                               |
| |
| Thanks to KIYOSHI “KC” MATSUO for his coordination                                                                                         |
| Thanks to RYO TANAKA for his help |
| Thanks to Maestro KATSUHISA HATTORI for his creation                                                                                       |
| Thanks to SHINICHI TANAKA for his technical guidance                                                                                       |